# Pineta di San Vitale, Bassa del Pirottolo
Pineta di San Vitale, Bassa del Pirottolo este o arie protejată (arie specială de conservare — SAC, sit de importanță comunitară — SCI, arie de protecție specială avifaunistică — SPA) din Italia întinsă pe o suprafață de 1.222 ha, integral pe uscat.

## Localizare
Centrul sitului Pineta di San Vitale, Bassa del Pirottolo este situat la coordonatele 44°30′37″N 12°14′07″E / 44.510278°N 12.235278°E.

## Înființare
Situl Pineta di San Vitale, Bassa del Pirottolo a fost declarat arie de protecție specială avifaunistică în august 1999 pentru a proteja 1 specie de plante și 63 de specii de animale. Alte tipuri de protecție:
- sit de importanță comunitară (în septembrie 1999)
- arie specială de conservare (în martie 2019)[2][4][5]

## Biodiversitate
Situată în ecoregiunea continentală, aria protejată conține 16 habitate naturale: Dune împădurite cu Pinus pinea și/sau Pinus pinaster, Păduri de stejar alb estice, Pajiști umede mediteraneene cu ierburi înalte de Molinio-Holoschoenion, Iazuri temporare mediteraneene, Păduri de Quercus ilex și Quercus rotundifolia, Păduri mixte riverane de Quercus robur, Ulmus laevis și Ulmus minor, Fraxinus excelsior sau Fraxinus angustifolia, de-a lungul marilor râuri (Ulmenion minoris), Cursuri de apă de la nivel de câmpie la nivel montan, cu vegetație Ranunculion fluitantis și Callitricho-Batrachion, Galerii de Salix alba și de Populus alba, Tufărișuri halofile mediteraneene și termo-atlantice (Sarcocornetea fruticosi), Lagune de coastă, Lacuri eutrofice naturale cu vegetație de tip Magnopotamion sau Hydrocharition, Pășuni mediteraneene udate de apa mării (Juncetalia maritimi), Ape stătătoare oligotrofe până la mezotrofe, cu vegetație de Littorelletea uniflorae și/sau de Isoëto-Nanojuncetea, Salicornia și alte specii anuale care populează regiunile mlăștinoase și nisipoase, Dune de coastă fixe cu vegetație erbacee („dune gri”), Păduri aluvionare cu Alnus glutinosa și Fraxinus excelsior (Alno-Padion, Alnion incanae, Salicion albae).
La baza desemnării sitului se află mai multe specii protejate:
- plante (1): Salicornia veneta
- păsări (49): lăcar mare (Acrocephalus arundinaceus), lăcar-de-mlaștină (Acrocephalus palustris), lăcar-de-rogoz (Acrocephalus schoenobaenus), lăcar-de-lac (Acrocephalus scirpaceus), fluierar de munte (Actitis hypoleucos), lăstunul mare (Apus apus), egretă mare (Ardea alba), stârc galben (Ardeola ralloides), rață roșie (Aythya nyroca), buhai de baltă (Botaurus stellaris), fugaci de țărm (Calidris alpina), fugaci mic (Calidris minuta), bătăuș (Calidris pugnax), caprimulg (Caprimulgus europaeus),  prundaș gulerat mic (Charadrius dubius), prundaș gulerat mare (Charadrius hiaticula), erete de stuf (Circus aeruginosus), erete vânăt (Circus cyaneus), erete cenușiu (Circus pygargus), cuc (Cuculus canorus), lăstun de casă (Delichon urbicum), egretă mică (Egretta garzetta), șoimul rândunelelor (Falco subbuteo), piciorong (Himantopus himantopus), Hippolais polyglotta, rândunică (Hirundo rustica), stârc pitic (Ixobrychus minutus), capîntortură (Jynx torquilla), sfrâncioc roșiatic (Lanius collurio), sitar de mâl (Limosa limosa), privighetoare (Luscinia megarhynchos), cormoran mic (Microcarbo pygmaeus), gaia neagră (Milvus migrans), codobatura galbenă (Motacilla flava), muscar sur (Muscicapa striata), stârc de noapte (Nycticorax nycticorax), grangur (Oriolus oriolus), viespar (Pernis apivorus), codroșul de pădure (Phoenicurus phoenicurus), Spatula clypeata, rață cârâitoare (Spatula querquedula), turturică (Streptopelia turtur), silvie roșcată (Sylvia cantillans), silvie de câmp (Sylvia communis), fluierar negru (Tringa erythropus), fluierar de mlaștină (Tringa glareola), fluierar cu picioare verzi (Tringa nebularia), fluierarul de zăvoi (Tringa ochropus), pupăză (Upupa epops)
- amfibieni (1): Triturus carnifex
- mamifere (3): liliac cu urechi de șoarece (Myotis blythii), liliacul mare cu potcoavă (Rhinolophus ferrumequinum), liliacul mic cu potcoavă (Rhinolophus hipposideros)
- nevertebrate (6): croitorul mare al stejarului (Cerambyx cerdo), fluturele de noapte (Eriogaster catax), Euplagia quadripunctaria, Graphoderus bilineatus, rădașcă (Lucanus cervus), fluturele purpuriu (Lycaena dispar)
- pești (3): Alosa fallax, Aphanius fasciatus, Knipowitschia panizzae
- reptile (1): țestoasa de baltă (Emys orbicularis)

Pe lângă speciile protejate, pe teritoriul sitului au mai fost identificate 14 specii de plante, 4 specii de amfibieni, 10 specii de mamifere, 13 specii de nevertebrate, 1 specie de reptile.